# Kerstin Lisner
Kerstin Lisner (* 1996 in Tuttlingen) ist eine deutsche Nationalspielerin in der Boulespiel-Sportart Pétanque im Deutschen Boccia-, Boule- und Pétanque-Verband e.V. Sie war Teilnehmerin bei Europa- und Weltmeisterschaften.

## Karriere
Lisner spielt nach eigenen Angaben seit 2011 Boule und wurde bereits mehrfach in den Nationalkader berufen. Sie spielte zunächst für den SV Siemens Mülheim und für Köln Royale. Aktuell tritt sie für die Pétanque Union Ratingen Lintorf an.
Im Frauen-Triplette gewann sie 2017 die Goldmedaille bei den Europameisterschaften der Espoirs (U23).
Sie ist Rechtshänderin, spielt bevorzugt die Spielposition Tireur und hat Kugeln im Gewicht 680 Gramm bei 71 mm Durchmesser.

## Erfolge

### International
- 2016: Teilnahme an der Europameisterschaft  Espoirs (U23)
- 2017: 1. Platz Europameisterschaft Espoirs (U23) Frauen Triplette zusammen mit Luzia Beil, Eileen Jenal und Julia Reimers
- 2018: Teilnahme an der Europameisterschaft  Espoirs (U23)[3]
- 2023: Teilnahme an der Weltmeisterschaft

### National
Quelle:

#### Espoirs (U23)
- 2017: 3. Platz Deutsche Meisterschaft Espoirs (U23) Triplette zusammen mit Ann-Katrin Weissbäcker und Luzia Beil
- 2018: 3. Platz Deutsche Meisterschaft Espoirs (U23) Triplette zusammen mit Sven Laube und Sebastian Junique

### Erwachsene
- 2022: 3. Platz Deutsche Meisterschaft Frauen Triplette zusammen mit Julia Reimers und Corinna Mielchen[5]
- 2022: 3. Platz Deutsche Meisterschaften Tir de Precision Frauen
- 2025: 3. Platz Deutsche Meisterschaft Doublette mixte zusammen mit Sylvain Ramon

## Privates
Lisner machte 2016 ihr Abitur an der Gesamtschule Mitte in Duisburg und wohnt in Köln. Sie ist Autorin des BBV-Rezeptbuchs Erfolgreiches Boule braucht bewusste Ernährung und eines Flyers zum Thema „Boule und gesunde Ernährung“ im Programm „Bewegt Gesund Bleiben in NRW“.